# Emil Bodnăraș
Emil Bodnăraș, född 10 februari 1904 i Suceava, död 24 januari 1976 i Bukarest, var en rumänsk officer och politiker. Han var försvarsminister i Rumänska folkrepubliken 1947–55.

## Biografi
Bodnăraș studerade juridik vid universitetet i Iași, men avbröt sina studier och började istället studera vid militärakademien i Timișoara, där han utexaminerades som officer 1927. År 1931 flydde han Rumänien för Sovjetunionen, där han värvades som spion av NKVD och kom att utföra uppdrag i bl.a. Baltikum och Polen. Bodnăraș greps 1934 under ett uppdrag i sitt hemland, och dömdes till ett tioårigt fängelsestraff året därpå. I fängelset kom han i kontakt med ledande medlemmar i det Rumänska kommunistpartiet (PCR), där han blev medlem 1940.
Efter att ha frigivits 1942 fortsatte Bodnăraș att spionera för Sovjetunionens räkning, och i augusti 1944 var han med och ledde den kupp som avsatte landets fascistiske diktator Ion Antonescu. Efter andra världskrigets slut var han ledande i att cementera kommunistpartiets makt i Rumänien, och 1947 utnämndes han till försvarsminister i Petru Grozas regering. Han slöt sig till Gheorghe Gheorghiu-Dejs "nationella" falang inom kommunistpartiet, och var under 1950-talet med och undertryckte den rivaliserande stalinistiska falangen under ledning av Ana Pauker. 1955–67 var han även vice ordförande i ministerrådet (motsvarande vice premiärminister), och 1956–59 transportminister; hans egentliga inflytande inom partiet och regeringen anses dock ha varit större. 1965 gav han sitt stöd till Nicolae Ceaușescu som Gheorghiu-Dejs efterträdare, och från 1967 till sin död var han vice ordförande i statsrådet (motsvarande vice statschef).